# Tornved
Tornved é um município da Dinamarca, localizado na região este, no condado de Vestsjaelland.
O município tem uma área de 104,71 km² e uma  população de 9 116 habitantes, segundo o censo de 2004.